# 大眼鮋
大眼鮋（学名：Liocranium pleurostigma），又名偽大眼鮋、石狗公、石頭魚，为輻鰭魚綱鮋形目鮋亞目真裸皮鮋科大眼鮋屬下的一个种，為熱帶海水魚，分布於印度西太平洋區，從印尼、菲律賓至澳洲海域，棲息深度12-65公尺，體長可達14公分，棲息在底中層水域，生活習性不明。